# 37 Pułk Artylerii (LWP)
37 Łużycki pułk artylerii (37 pa) – oddział Wojsk Rakietowych i Artylerii ludowego Wojska Polskiego.
W 1956 roku 38 pułk artylerii lekkiej przeformowany został na etat Nr 5/150 pułku artylerii haubic oraz przyjął tradycje i numer rozformowanego 37 Łużyckiego pułku artylerii lekkiej. Jego nowa nazwa brzmiała 37 Łużycki pułk artylerii haubic. Pułk wchodził w skład 2 Warszawskiej Dywizji Zmechanizowanej im. gen. Henryka Dąbrowskiego. Stacjonował w garnizonie Kędzierzyn-Koźle. W 1989 przeformowany został w 37 Ośrodek Materiałowo-Techniczny.
W 1990 roku dziedzictwo tradycji pułku oraz jego historyczny numer przejął 37 łużycki pułk artylerii ze Stargardu Szczecińskiego.

## Struktura organizacyjna
- dowództwo, sztab
- bateria dowodzenia
  - plutony: rozpoznania, łączności, topograficzno-rachunkowy, rozpoznania dźwiękowego
- dywizjon haubic 122 mm
- dywizjon haubic 152 mm
- pluton przeciwlotniczy
- kompanie: zaopatrzenia, remontowa, medyczna

Razem w pułku artylerii: 18 haubic 122 mm, 18 haubic 152 mm i 4 zestawy ZU-23-2.